# Kurt Hamrin
Kurt Roland Hamrin ([kɵʈ hamˈriːn]; Stoccolma, 19 novembre 1934 – Firenze, 4 febbraio 2024) è stato un calciatore e allenatore di calcio svedese, di ruolo attaccante.
Bandiera della Fiorentina, fu attivo nel campionato italiano dove, con 191 reti in Serie A, divenne il nono miglior marcatore della competizione con una media gol pari a 0,48 per partita. Giunse ad essere, inoltre, con 400 presenze nella massima divisione, il settimo calciatore non italiano con più partite disputate. Nonostante sia annoverato tra i goleador più prolifici, in Italia non vinse mai il titolo di capocannoniere, riconoscimento invece ottenuto nella nativa Svezia.
Hamrin fu inoltre membro della nazionale del suo Paese, con la quale prese parte al campionato del mondo 1958 organizzato proprio nello Stato scandinavo, raggiungendo la finale.

## Biografia
Kurt Hamrin nacque a Stoccolma il 19 novembre 1934, quinto figlio di un imbianchino, Karl. Da adolescente lavorò come apprendista operaio e poi come zincografo per il giornale svedese Dagens Nyheter. Nel 1953, diciannovenne, conobbe Marianne, di un anno più giovane di lui, sposandola due anni più tardi e festeggiando nel 2005 le nozze d'oro. La coppia ebbe cinque figli: Susanna, Carlotta, Piero, Riccardo ed Erika.
Cessata l'attività sportiva, Hamrin intraprese quella di commerciante, importando ed esportando tra Svezia ed Italia oggetti in ceramica; tuttavia il crescente numero di prodotti di fattura cinese sul mercato lo portò a essere non sufficientemente competitivo e dunque alla chiusura. Fino al 2008 lavorò anche talent-scout per conto del Milan in Toscana. Negli ultimi anni della sua vita visse a Coverciano, presso Firenze, dove per qualche anno collaborò con la scuola calcio della Settignanese, squadra locale.
Morì a Firenze il 4 febbraio 2024, all'età di 89 anni.

## Caratteristiche tecniche
Il giornale sportivo La Gazzetta dello Sport lo definì come «un'ala destra elegante e micidiale. Aveva tiro e segnava con facilità. Aveva fantasia e visione di gioco. Era lieve e veloce, in campo volava: lo chiamano Uccellino. Era un grande opportunista: con dribbling stretti, scatti, guizzi e allunghi puntava sempre l'avversario cercando il tunnel o il rimpallo». Era inoltre ambidestro sia nel palleggio che nel tiro.

## Carriera

### Giocatore

#### Club

##### Gli inizi e l'AIK
L'epifania calcistica di Hamrin avvenne grazie all'ex calciatore Per Kaufeldt, sei volte capocannoniere del campionato svedese e medaglia di bronzo al torneo olimpico di Parigi 1924. Dopo aver militato con lo Huvudsta IS ed il Råsunda IS per un anno ciascuno, Hamrin passò all'AIK Stoccolma, con cui debuttò diciannovenne in prima divisione, il 10 maggio 1953 contro l'IFK Malmö. Nella stagione 1954-1955 fu capocannoniere in campionato con 22 gol in altrettante partite disputate. Il calcio svedese non era ancora professionistico, così il club non riconosceva alcuno stipendio ai calciatori, ma solo un compenso a partita: cinquanta corone (circa 15 euro) in caso di vittoria o pareggio, mentre le sconfitte non erano remunerate; ciò costringeva Hamrin a svolgere la summenzionata professione di zincografo.

##### Juventus

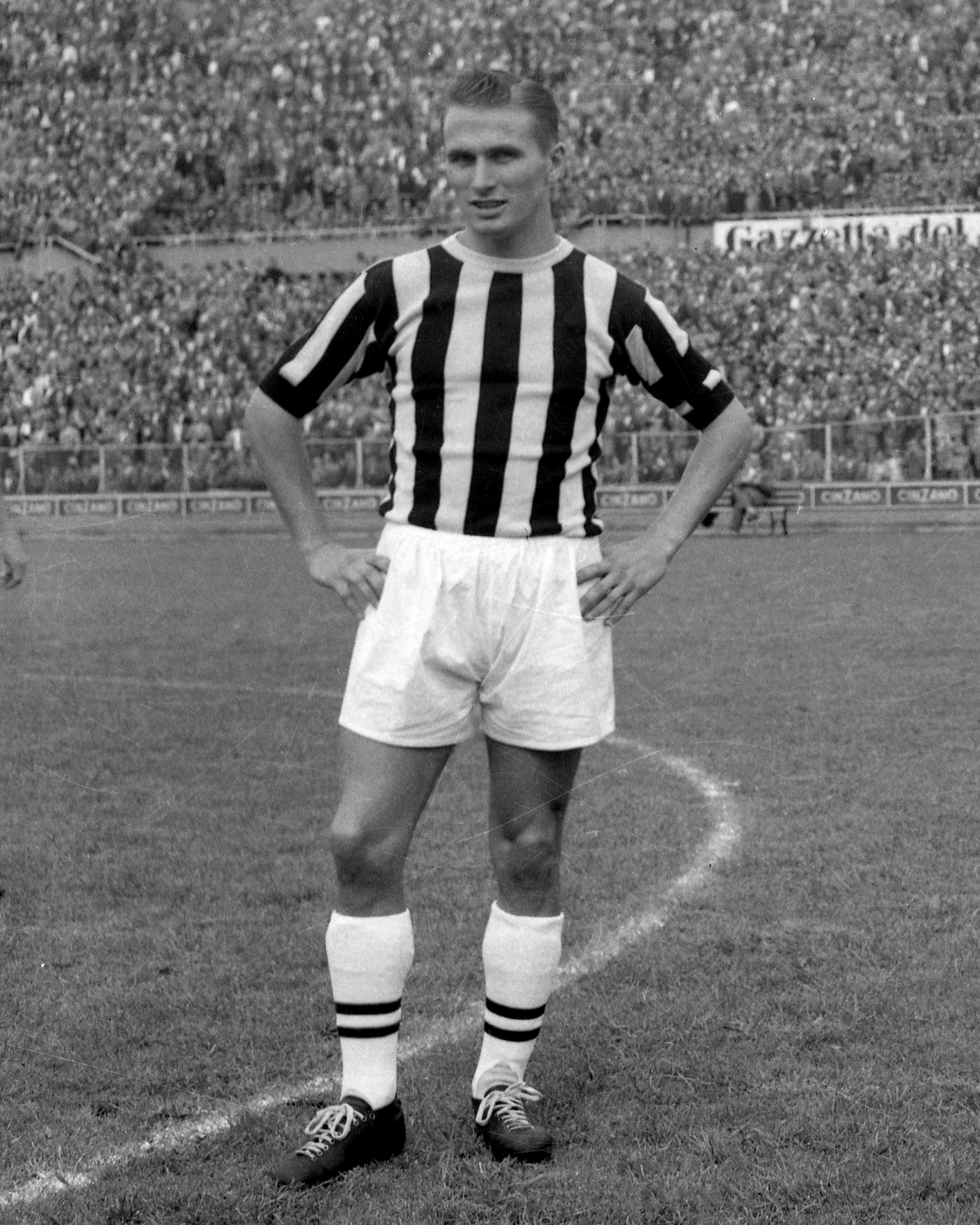
Hamrin alla Juventus

Gianni Agnelli, presidente della Juventus, lo notò durante una partita tra Portogallo e Svezia e decise di ingaggiarlo, pagando quindicimila dollari. È da segnalare altresì una versione secondo la quale il giocatore sarebbe stato suggerito da un minatore italiano che lavorava in Svezia, il quale nel novembre del 1955 inviò una lettera ad Agnelli.
L'avvio di Hamrin fu positivo, con due gol all'esordio contro la Lazio e ulteriori marcature contro Torino, Inter e Udinese, ma poi intervennero tre infortuni consecutivi che portarono a ritenere che la caviglia del calciatore fosse eccessivamente fragile, sebbene egli si lamentasse del fatto che i tempi di guarigione fossero stati troppo accelerati.

##### Padova

Hamrin al Padova, fra i compagni di squadra Azzini e Scagnellato.

L'anno seguente, con l'acquisto da parte della Juventus del gallese John Charles e dell'argentino Omar Sívori, per via del regolamento che consentiva di tesserare solo due stranieri per squadra, Hamrin fu ceduto al Calcio Padova. Si disse, inoltre, che il capitano bianconero, Giampiero Boniperti, avesse spinto per tale soluzione, dacché, sul piano tattico, la presenza di Hamrin gli impediva di concludere le azioni da lui stesso imbastite come avrebbe desiderato.
Nella squadra allenata da Nereo Rocco, suo estimatore che gli diede il soprannome di Faina, Hamrin realizzò venti gol in trenta partite, contribuendo fattivamente al raggiungimento del terzo posto in campionato, miglior piazzamento nella storia patavina. Assieme al compagno d'attacco Sergio Brighenti costituì il necessario complemento di una formazione che già poteva contare su una solida difesa schierata secondo i dettami del catenaccio. Nonostante la permanenza di durata appena annuale tra le file del club, Hamrin fu annoverato tra i componenti della squadra ideale formata dai migliori giocatori di sempre del Padova.

##### Fiorentina

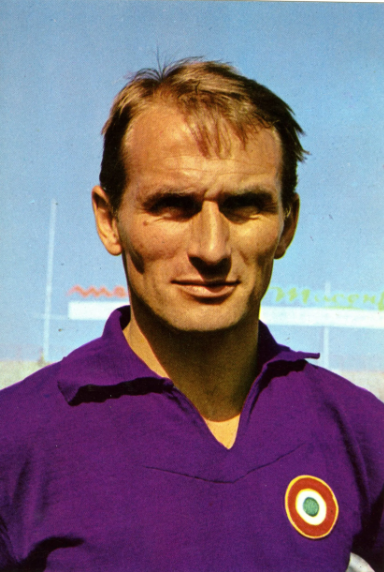
Hamrin con la maglia della Fiorentina, club in cui detiene tuttora il record assoluto di marcature con 208 gol.

L'ottima stagione gli valse il passaggio alla Fiorentina, al tempo in cerca di un'ala destra che sostituisse il campione Julinho. Con Hamrin, in nove anni la squadra di Firenze non riuscì mai a vincere il campionato (terminò due volte seconda), anche per via della presenza di avversari altamente competitivi, come la già citata Juventus del Trio Magico, il Milan prima di Juan Alberto Schiaffino e poi di José Altafini, e infine la Grande Inter del presidente Angelo Moratti.
Tuttavia arrivarono le vittorie in Coppa Italia (1961 e 1966), Coppa delle Coppe, Coppa delle Alpi e Coppa Mitropa, nonché 151 marcature, grazie alle quali Hamrin fu per più di trent'anni il primatista di reti segnate in Serie A con la Fiorentina, superato da Gabriel Batistuta nel 2000.
Con la squadra toscana raggiunse un altro traguardo: il 2 febbraio 1964, nella partita Atalanta-Fiorentina 1-7, segnò una cinquina, record per un giocatore in una partita in trasferta di Serie A. Nello stesso periodo fu soprannominato Uccellino dal giornalista Beppe Pegolotti de La Nazione, il quale pubblicò un articolo dal titolo «Uccellino che vola».

##### Milan

Hamrin al Milan

Durante la militanza in maglia viola, Hamrin fu più volte sul punto di cambiare squadra: nel 1963 Helenio Herrera fu sul punto di portarlo all'Inter in uno scambio col brasiliano Jair, rinunciandovi perché non pienamente convinto, mentre nel 1965 Rocco lo voleva al Torino, ma desistette perché il conguaglio richiestogli dalla Fiorentina (circa trenta milioni) fu giudicato sospettosamente basso.
Nel 1967 Rocco si ricredette e, passato al Milan, fece sì che l'ormai trentatreenne Hamrin si unisse a una squadra composta da altri giocatori piuttosto anziani (tra cui i centrocampisti Giovanni Trapattoni e Giovanni Lodetti). Coi rossoneri Hamrin vinse lo scudetto e la Coppa delle Coppe nel 1968, sigillando con una doppietta nel primo tempo la finale europea contro l'Amburgo; a questi due trofei seguì la Coppa dei Campioni l'anno seguente, durante la quale marcò il secondo gol che permise alla squadra di vincere la semifinale d'andata contro il Manchester United (campione in carica) per 2-0. Con la maglia rossonera disputò complessivamente 61 partite segnando 17 gol.

##### Napoli e IFK Stoccolma

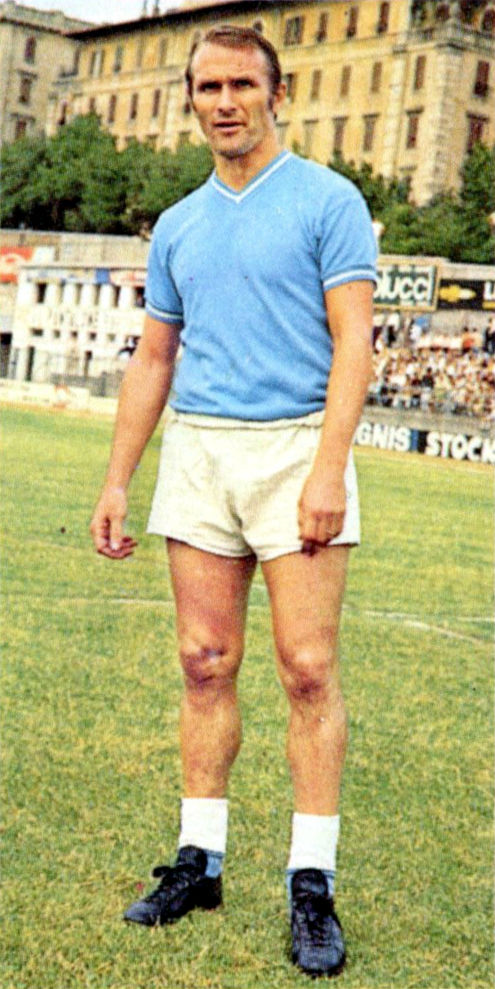
Hamrin al Napoli nel 1970

All'età di trentasette anni chiuse la carriera professionistica col Napoli, con cui militò per due stagioni, di cui solo la seconda da titolare.
Tuttavia, dopo l'effimera esperienza da allenatore in Italia, una volta tornato in Svezia per ragioni d'affari (lì gestiva alcuni negozi ed era richiesto per delle pubblicità), il presidente dell'IFK Stockholm propose a Hamrin di giocare per il club, attivo a livello dilettantistico: l'accordo prevedeva come remunerazione una percentuale sugli incassi delle partite alle quali il calciatore partecipava. Complessivamente giocò dieci incontri durante i quali segnò cinque gol.

#### Nazionale

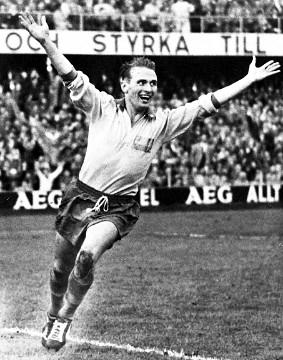
Hamrin, con la nazionale svedese, esulta dopo la rete siglata alla nella semifinale del

Con la Nazionale Hamrin disputò 32 partite segnando 16 gol. Con la Svezia giocò anche la finale del campionato del mondo 1958, persa 5-2 in casa contro il Brasile di Pelé. Fu il capocannoniere della squadra al torneo, con quattro reti realizzate contro Ungheria (due), Unione Sovietica e Germania Ovest (scartando sei difensori).
Le prestazioni offerte gli consentirono di piazzarsi al quarto posto nella graduatoria del Pallone d'oro 1958.

### Allenatore
Hamrin ebbe anche una breve parentesi come allenatore della Pro Vercelli, dal novembre del 1971 al gennaio del 1972, quando fu esonerato dall'incarico a causa dei risultati negativi. Dopo questa esperienza decise di non proseguire la carriera da tecnico.

## Statistiche

### Presenze e reti nei club
| Stagione          | Squadra           | Campionato        | Campionato | Campionato | Coppe nazionali | Coppe nazionali | Coppe nazionali | Coppe continentali | Coppe continentali | Coppe continentali | Altre coppe | Altre coppe | Altre coppe | Totale | Totale |
| Stagione          | Squadra           | Comp              | Pres       | Reti       | Comp            | Pres            | Reti            | Comp               | Pres               | Reti               | Comp        | Pres        | Reti        | Pres   | Reti   |
| ----------------- | ----------------- | ----------------- | ---------- | ---------- | --------------- | --------------- | --------------- | ------------------ | ------------------ | ------------------ | ----------- | ----------- | ----------- | ------ | ------ |
| 1951-1952         | AIK               | D2                | 1          | 0          | -               | -               | -               | -                  | -                  | -                  | -           | -           | -           | 1      | 0      |
| 1952-1953         | AIK               | AS                | 6          | 4          | -               | -               | -               | -                  | -                  | -                  | -           | -           | -           | 6      | 4      |
| 1953-1954         | AIK               | AS                | 22         | 15         | -               | -               | -               | -                  | -                  | -                  | -           | -           | -           | 22     | 15     |
| 1954-1955         | AIK               | AS                | 22         | 22         | -               | -               | -               | -                  | -                  | -                  | -           | -           | -           | 22     | 22     |
| 1955-1956         | AIK               | AS                | 12         | 13         | -               | -               | -               | -                  | -                  | -                  | -           | -           | -           | 12     | 13     |
| Totale AIK        | Totale AIK        | Totale AIK        | 63         | 54         |                 | -               | -               |                    | -                  | -                  |             | -           | -           | 63     | 54     |
| 1956-1957         | Juventus          | A                 | 23         | 8          | -               | -               | -               | -                  | -                  | -                  | -           | -           | -           | 23     | 8      |
| 1957-lug. 1958    | Padova            | A                 | 30         | 20         | CI              | 2               | 0               | -                  | -                  | -                  | -           | -           | -           | 32     | 20     |
| set. 1958         | Fiorentina        | A                 | 0          | 0          | CI              | 3               | 3               | -                  | -                  | -                  | -           | -           | -           | 3      | 3      |
| 1958-1959         | Fiorentina        | A                 | 32         | 26         | CI              | 2               | 0               | -                  | -                  | -                  | CA          | 2           | 4           | 36     | 30     |
| 1959-1960         | Fiorentina        | A                 | 34         | 26         | CI              | 4               | 2               | -                  | -                  | -                  | CM+CA       | 2+2         | 1+1         | 42     | 30     |
| 1960-1961         | Fiorentina        | A                 | 31         | 14         | CI              | 3               | 0               | CdC                | 6                  | 6                  | CdA         | -           | -           | 40     | 20     |
| 1961-1962         | Fiorentina        | A                 | 32         | 15         | CI              | 2               | 1               | CdC                | 7                  | 6                  | CM          | 6           | 8           | 48     | 30     |
| 1962-1963         | Fiorentina        | A                 | 31         | 14         | CI              | 1               | 0               | -                  | -                  | -                  | -           | -           | -           | 32     | 14     |
| 1963-1964         | Fiorentina        | A                 | 33         | 19         | CI              | 5               | 4               | -                  | -                  | -                  | CPKR        | 3           | 5           | 41     | 28     |
| 1964-1965         | Fiorentina        | A                 | 34         | 8          | CI              | 1               | 0               | CdF                | 2                  | 1                  | CM          | 2           | 1           | 39     | 10     |
| 1965-1966         | Fiorentina        | A                 | 30         | 12         | CI              | 4               | 5               | CdF                | 4                  | 3                  | CM          | 2           | 1           | 40     | 21     |
| 1966-1967         | Fiorentina        | A                 | 32         | 16         | CI              | 1               | 0               | CdC                | 2                  | 0                  | CM          | 6           | 6           | 41     | 22     |
| Totale Fiorentina | Totale Fiorentina | Totale Fiorentina | 289        | 150        |                 | 27              | 15              |                    | 21                 | 16                 |             | 25          | 27          | 362    | 208    |
| 1967-1968         | Milan             | A                 | 23         | 8          | CI              | 8               | 2               | CdC                | 8                  | 4                  | -           | -           | -           | 39     | 14     |
| 1968-1969         | Milan             | A                 | 13         | 1          | CI              | 3               | 1               | CC                 | 6                  | 1                  | -           | -           | -           | 22     | 3      |
| Totale Milan      | Totale Milan      | Totale Milan      | 36         | 9          |                 | 11              | 3               |                    | 14                 | 5                  |             | -           | -           | 61     | 17     |
| 1969-1970         | Napoli            | A                 | 5          | 1          | CI              | 0               | 0               | CdF                | 1                  | 0                  | CAI         | 5           | 2           | 11     | 3      |
| 1970-1971         | Napoli            | A                 | 17         | 2          | CI              | 6               | 0               | -                  | -                  | -                  | -           | -           | -           | 23     | 2      |
| Totale Napoli     | Totale Napoli     | Totale Napoli     | 22         | 3          |                 | 6               | 0               |                    | 1                  | 0                  |             | 5           | 2           | 34     | 5      |
| 1972              | IFK Stoccolma     | D3                | 10         | 5          | -               | -               | -               | -                  | -                  | -                  | -           | -           | -           | 10     | 5      |
| Totale carriera   | Totale carriera   | Totale carriera   | 473        | 249        |                 | 46              | 18              |                    | 36                 | 21                 |             | 30          | 29          | 585    | 317    |

### Cronologia presenze e reti in nazionale
| Cronologia completa delle presenze e delle reti in nazionale ― Svezia | Cronologia completa delle presenze e delle reti in nazionale ― Svezia | Cronologia completa delle presenze e delle reti in nazionale ― Svezia | Cronologia completa delle presenze e delle reti in nazionale ― Svezia | Cronologia completa delle presenze e delle reti in nazionale ― Svezia | Cronologia completa delle presenze e delle reti in nazionale ― Svezia | Cronologia completa delle presenze e delle reti in nazionale ― Svezia | Cronologia completa delle presenze e delle reti in nazionale ― Svezia |
| Data                                                                  | Città                                                                 | In casa                                                               | Risultato                                                             | Ospiti                                                                | Competizione                                                          | Reti                                                                  | Note                                                                  |
| --------------------------------------------------------------------- | --------------------------------------------------------------------- | --------------------------------------------------------------------- | --------------------------------------------------------------------- | --------------------------------------------------------------------- | --------------------------------------------------------------------- | --------------------------------------------------------------------- | --------------------------------------------------------------------- |
| 8-10-1953                                                             | Bruxelles                                                             | Belgio                                                                | 2 – 0                                                                 | Svezia                                                                | Qual. Mondiali 1954                                                   | -                                                                     |                                                                       |
| 18-10-1953                                                            | Solna                                                                 | Svezia                                                                | 0 – 0                                                                 | Norvegia                                                              | Coppa Nordica                                                         | -                                                                     |                                                                       |
| 15-11-1953                                                            | Budapest                                                              | Ungheria                                                              | 2 – 2                                                                 | Svezia                                                                | Amichevole                                                            | 1                                                                     |                                                                       |
| 19-5-1954                                                             | Stoccolma                                                             | Svezia                                                                | 6 – 1                                                                 | Paesi Bassi                                                           | Amichevole                                                            | -                                                                     |                                                                       |
| 4-6-1954                                                              | Göteborg                                                              | Svezia                                                                | 6 – 0                                                                 | Finlandia                                                             | Amichevole                                                            | 1                                                                     |                                                                       |
| 7-6-1954                                                              | Solna                                                                 | Svezia                                                                | 3 – 0                                                                 | Norvegia                                                              | Amichevole                                                            | -                                                                     |                                                                       |
| 15-8-1954                                                             | Helsinki                                                              | Finlandia                                                             | 1 – 10                                                                | Svezia                                                                | Coppa Nordica                                                         | 3                                                                     |                                                                       |
| 24-8-1954                                                             | Kalmar                                                                | Svezia                                                                | 3 – 2                                                                 | Islanda                                                               | Amichevole                                                            | -                                                                     |                                                                       |
| 8-9-1954                                                              | Mosca                                                                 | Unione Sovietica                                                      | 7 – 0                                                                 | Svezia                                                                | Amichevole                                                            | -                                                                     |                                                                       |
| 19-9-1954                                                             | Oslo                                                                  | Norvegia                                                              | 1 – 1                                                                 | Svezia                                                                | Coppa Nordica                                                         | -                                                                     |                                                                       |
| 10-10-1954                                                            | Solna                                                                 | Svezia                                                                | 5 – 2                                                                 | Danimarca                                                             | Coppa Nordica                                                         | -                                                                     |                                                                       |
| 3-4-1955                                                              | Parigi                                                                | Francia                                                               | 2 – 0                                                                 | Svezia                                                                | Amichevole                                                            | -                                                                     |                                                                       |
| 11-5-1955                                                             | Solna                                                                 | Svezia                                                                | 3 – 7                                                                 | Ungheria                                                              | Amichevole                                                            | -                                                                     |                                                                       |
| 15-6-1955                                                             | Göteborg                                                              | Svezia                                                                | 4 – 1                                                                 | Romania                                                               | Amichevole                                                            | 2                                                                     |                                                                       |
| 26-6-1955                                                             | Solna                                                                 | Svezia                                                                | 0 – 6                                                                 | Unione Sovietica                                                      | Amichevole                                                            | -                                                                     |                                                                       |
| 28-8-1955                                                             | Helsingborg                                                           | Svezia                                                                | 3 – 0                                                                 | Finlandia                                                             | Coppa Nordica                                                         | -                                                                     |                                                                       |
| 25-9-1955                                                             | Solna                                                                 | Svezia                                                                | 1 – 1                                                                 | Norvegia                                                              | Coppa Nordica                                                         | -                                                                     |                                                                       |
| 16-10-1955                                                            | Copenaghen                                                            | Danimarca                                                             | 3 – 3                                                                 | Svezia                                                                | Coppa Nordica                                                         | 1                                                                     |                                                                       |
| 13-11-1955                                                            | Budapest                                                              | Ungheria                                                              | 4 – 2                                                                 | Svezia                                                                | Amichevole                                                            | -                                                                     |                                                                       |
| 20-11-1955                                                            | Lisbona                                                               | Portogallo                                                            | 2 – 6                                                                 | Svezia                                                                | Amichevole                                                            | 1                                                                     |                                                                       |
| 8-6-1958                                                              | Solna                                                                 | Svezia                                                                | 3 – 0                                                                 | Messico                                                               | Mondiali 1958                                                         | -                                                                     |                                                                       |
| 12-6-1958                                                             | Solna                                                                 | Svezia                                                                | 2 – 1                                                                 | Ungheria                                                              | Mondiali 1958                                                         | 2                                                                     |                                                                       |
| 19-6-1958                                                             | Solna                                                                 | Svezia                                                                | 2 – 0                                                                 | Unione Sovietica                                                      | Mondiali 1958                                                         | 1                                                                     |                                                                       |
| 24-6-1958                                                             | Göteborg                                                              | Svezia                                                                | 3 – 1                                                                 | Germania Ovest                                                        | Mondiali 1958                                                         | 1                                                                     |                                                                       |
| 29-6-1958                                                             | Solna                                                                 | Svezia                                                                | 2 – 5                                                                 | Brasile                                                               | Mondiali 1958                                                         | -                                                                     |                                                                       |
| 18-4-1962                                                             | Solna                                                                 | Svezia                                                                | 0 – 2                                                                 | Unione Sovietica                                                      | Amichevole                                                            | -                                                                     |                                                                       |
| 19-6-1963                                                             | Belgrado                                                              | Jugoslavia                                                            | 0 – 0                                                                 | Svezia                                                                | Qual. Euro 1964                                                       | -                                                                     |                                                                       |
| 13-5-1964                                                             | Stoccolma                                                             | Svezia                                                                | 1 – 1                                                                 | Unione Sovietica                                                      | Qual. Euro 1964                                                       | 1                                                                     |                                                                       |
| 27-5-1964                                                             | Mosca                                                                 | Unione Sovietica                                                      | 3 – 1                                                                 | Svezia                                                                | Qual. Euro 1964                                                       | 1                                                                     |                                                                       |
| 4-11-1964                                                             | Berlino Ovest                                                         | Germania Ovest                                                        | 1 – 1                                                                 | Svezia                                                                | Qual. Mondiali 1966                                                   | 1                                                                     |                                                                       |
| 30-6-1965                                                             | Solna                                                                 | Svezia                                                                | 1 – 2                                                                 | Brasile                                                               | Amichevole                                                            | -                                                                     |                                                                       |
| 26-9-1965                                                             | Solna                                                                 | Svezia                                                                | 1 – 2                                                                 | Germania Ovest                                                        | Qual. Mondiali 1966                                                   | -                                                                     |                                                                       |
| Totale                                                                |                                                                       | Presenze                                                              | 32                                                                    |                                                                       | Reti                                                                  | 16                                                                    |                                                                       |

### Statistiche da allenatore
| nov. 1971-feb. 1972 | Pro Vercelli    | C               | 15 | 1 | 5 | 9 | - | - | - | - | - | - | - | - | - | - | - | - | - | - | - | 15 | 1 | 5 | 9 | &6,67 | Sub.,Eson. |
| Totale carriera     | Totale carriera | Totale carriera | 15 | 1 | 5 | 9 |   | - | - | - | - |   | - | - | - | - |   | - | - | - | - | 15 | 1 | 5 | 9 | 6,67  |            |

## Palmarès

### Giocatore

#### Club

##### Competizioni nazionali
- Coppa Italia: 2

Fiorentina: 1960-1961, 1965-1966
- Campionato italiano: 1

Milan: 1967-1968

##### Competizioni internazionali
- Coppa dell'Amicizia italo-francese: 2

Fiorentina: 1959, 1960
- Coppa delle Coppe: 2

Fiorentina: 1960-1961
Milan: 1967-1968
- Coppa delle Alpi: 1

Fiorentina: 1961
- Coppa Mitropa: 1

Fiorentina: 1965-1966
- Coppa dei Campioni: 1

Milan: 1968-1969

#### Individuale
- Capocannoniere del campionato svedese: 1

1954-1955 (22 gol)
- Capocannoniere della Coppa dell'Amicizia italo-francese: 1

1959 (4 gol)
- Capocannoniere della Coppa delle Coppe: 1

1960-1961 (6 gol)
- Capocannoniere della Coppa Mitropa: 2

1962 (8 gol) 1966-1967 (6 gol)
- Capocannoniere della Coppa Italia: 2

1963-1964 (4 gol), 1965-1966 (5 gol)
- Capocannoniere Coppa Piano Karl Rappan: 1

1963-1964 (5 gol)